# ام‌وی آدولا
ام‌وی آدولا (به انگلیسی: MV Adula) یک کشتی بود. این کشتی در سال ۱۹۳۷ ساخته شد.